# 格雷戈里奥·曼萨诺
格雷戈里奥·曼萨诺·巴列斯特罗斯（西班牙語：Gregorio Manzano Ballesteros，1956年3月11日—），是一名西班牙职业足球教练。曾经擔任中國足球協會超級聯賽球隊贵州恒丰智诚主教練。

## 教练生涯
曼萨诺在27岁开始主教练执教生涯，曾先后执教一系列西班牙的低级别球队，其中包括第四级别的哈恩，此外还有桑蒂斯特万、比利亚卡里略、伊利图尔吉、比利亚纽瓦、乌韦达和马尔托斯等。1996年，曼萨诺成为第三级别（乙二级联赛）球队塔拉韦拉的主教练。他在球队执教两个赛季，都率领球队在地区小组中出线，但最终的总决赛中无缘升级。不过，他的执教能力得到一些高级别俱乐部的赏识。1998年，他开始执教西班牙足球乙级联赛球队托莱多，并在1998/99赛季帮助球队获得历史第二好的联赛排名——西乙第七名。
1999年夏季，曼萨诺收到巴拉多利德的邀请，终于登上西班牙足球甲级联赛的舞台。他率领球队在1999/00赛季获得联赛第八名，其中包括在客场1比0击败豪门皇家马德里。
2000年夏季，他转投桑坦德競技，虽然率领球队再次扮演巨人杀手的角色，4比0击败巴塞罗那，不过桑坦德競技赛季仅获得第19名，降级到西乙联赛，而曼萨诺也被解职。他仍然留在西甲联赛，在2001/02赛季帮助巴列卡诺获得第11名。
2002年夏季，他来到马洛卡，帮助球队历史上首夺西班牙国王杯的冠军。
在接下来的赛季，他来到马德里竞技，率领球队拿到联赛第七名。在伊纳济·塞斯被解除西班牙国家队主教练职务时，曾有传言说曼萨诺将成为他的继任者， 但最终传言并未实现，他在2004年夏季成为马拉加的主教练。
2006年2月15日，他替代埃克托·库珀，重新成为马洛卡的主教练。他在马洛卡执教到2010年夏季，执教期间球队成绩稳定在中上游水平，其中2008年获得西甲年度最佳教练，而2009/10赛季则获得联赛第五名，得到欧足联欧洲联赛的参赛资格。不过在2010年5月19日，马卡报称马洛卡由于财政危机，将不会继续和曼萨诺续约。 之后他也离开了马洛卡，不过在同年9月26日就找到新工作，替代安东尼奥·阿尔瓦雷斯成为塞維利亞的主教练。
在2010/11赛季，他率领塞維利亞获得联赛第五名。2011年6月8日，他取代基克·弗洛雷斯，重回马德里竞技。 曼萨诺很快就和球队球星何塞·安东尼奥·雷耶斯发生矛盾，并把他排除在比赛阵容之外。 不过同年12月底，马德里竞技在国王杯被第三级别球队阿尔瓦塞特淘汰，曼萨诺也在赛后被马德里竞技解雇。
2013年2月5日，赋闲一年多的曼萨诺临危受命，替代华金·卡帕罗斯第三度成为处于降级边缘的马洛卡主帅。 但曼萨诺未能力挽狂澜，最终马洛卡获得第18名降级，他也在赛季结束后离开球队。
2014年2月11日，曼萨诺离开西班牙，成为中国足球超级联赛球队北京国安主教练。 2014赛季，他率队获得俱乐部历史的最高积分（67分），直到最后一轮仍有问鼎冠军的可能，最后仅以3分之差落后于广州恒大屈居亚军。11月6日，他获得2014年中超联赛最佳教练的称号。2015年11月26日晚，他在个人微博宣布和北京国安解约。
2015年12月18日，中国足球超级联赛球队上海绿地申花足球俱乐部宣布曼萨诺成为球队新任主教练。2016赛季，他率队获得联赛第4名，时隔六年重新获得亚冠联赛资格。2016年11月9日，上海绿地申花宣布因“中西方文化以及足球理念上存在的差异”与 曼萨诺分手。
2017年5月4日，中超升班马贵州恒丰智诚宣布曼萨诺出任球队主帅，此前贵州队1胜3平4负积6分深陷保级泥潭，曼萨诺接手后带领球队取得11胜3平8负积36分的成绩，最终排名中超联赛第八位，曼萨诺在夏季转会窗招募来的昔日旧将马里奥·苏亚雷斯、鲁文·卡斯特罗在下半赛季发挥了重要作用，曼萨借此连续第二年入选中超联赛最佳教练候选人。
2018年6月，曼萨诺因为战绩不佳，从贵州恒丰队下课。

## 执教荣誉

### 俱乐部荣誉

#### 皇家马洛卡
- 西班牙国王杯冠军：2002-03

#### 北京国安
- 中超联赛亚军：2014-15

### 个人荣誉
- 《足球先生》—年度最佳教练：2008
- 中超联赛最佳教练：2014